# Chenu
Chenu ist eine französische Gemeinde mit 436 Einwohnern (Stand: 1. Januar 2022) im Département Sarthe in der Region Pays de la Loire. Sie gehört zum Arrondissement La Flèche und zum Kanton Le Lude. Die Einwohner werden Cantoniciens genannt.

## Geographie
Chenu ist die südlichste Gemeinde des Départements Sarthe. Sie liegt etwa 45 Kilometer südsüdöstlich von Le Mans und etwa 36 Kilometer nordwestlich von Tours. An der südlichen Gemeindegrenze verläuft das Flüsschen Ardillière, das zur Fare entwässert, die danach an der westlichen Gemeindegrenze von Chenu verläuft. Umgeben wird Chenu von den Nachbargemeinden La Bruère-sur-Loir im Norden, Nogent-sur-Loir im Nordosten, Saint-Aubin-le-Dépeint im Osten, Saint-Paterne-Racan im Osten und Südosten, Brèches im Südosten, Couesmes im Süden, Villiers-au-Bouin im Südwesten sowie Saint-Germain-d’Arcé im Westen.

## Bevölkerungsentwicklung
| Jahr                       | 1962 | 1968 | 1975 | 1982 | 1990 | 1999 | 2006 | 2017 | 2021 |
| Einwohner                  | 727  | 703  | 619  | 571  | 472  | 462  | 458  | 429  | 423  |
| Quellen: Cassini und INSEE |      |      |      |      |      |      |      |      |      |

## Sehenswürdigkeiten
- Kirche Saint-Martin-des-Tours aus dem 12./13. Jahrhundert, seit 1963 Monument historique
- Zehntscheune von La Merrie aus dem 13. Jahrhundert, Monument historique seit 1993
- Schloss Le Paty, seit 1977 Monument historique
- Schloss Chérigny

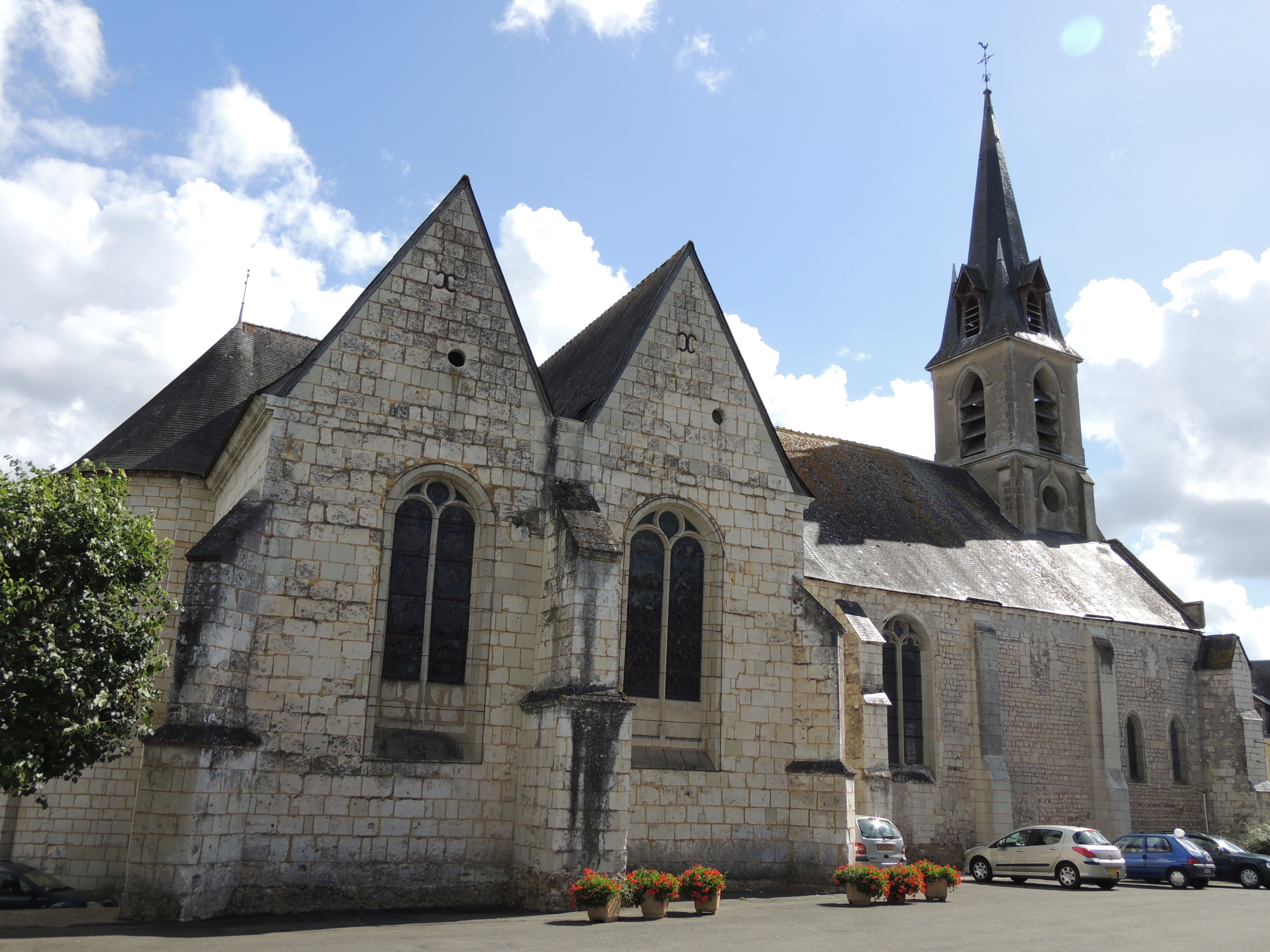
Kirche Saint-Martin-des-Tours
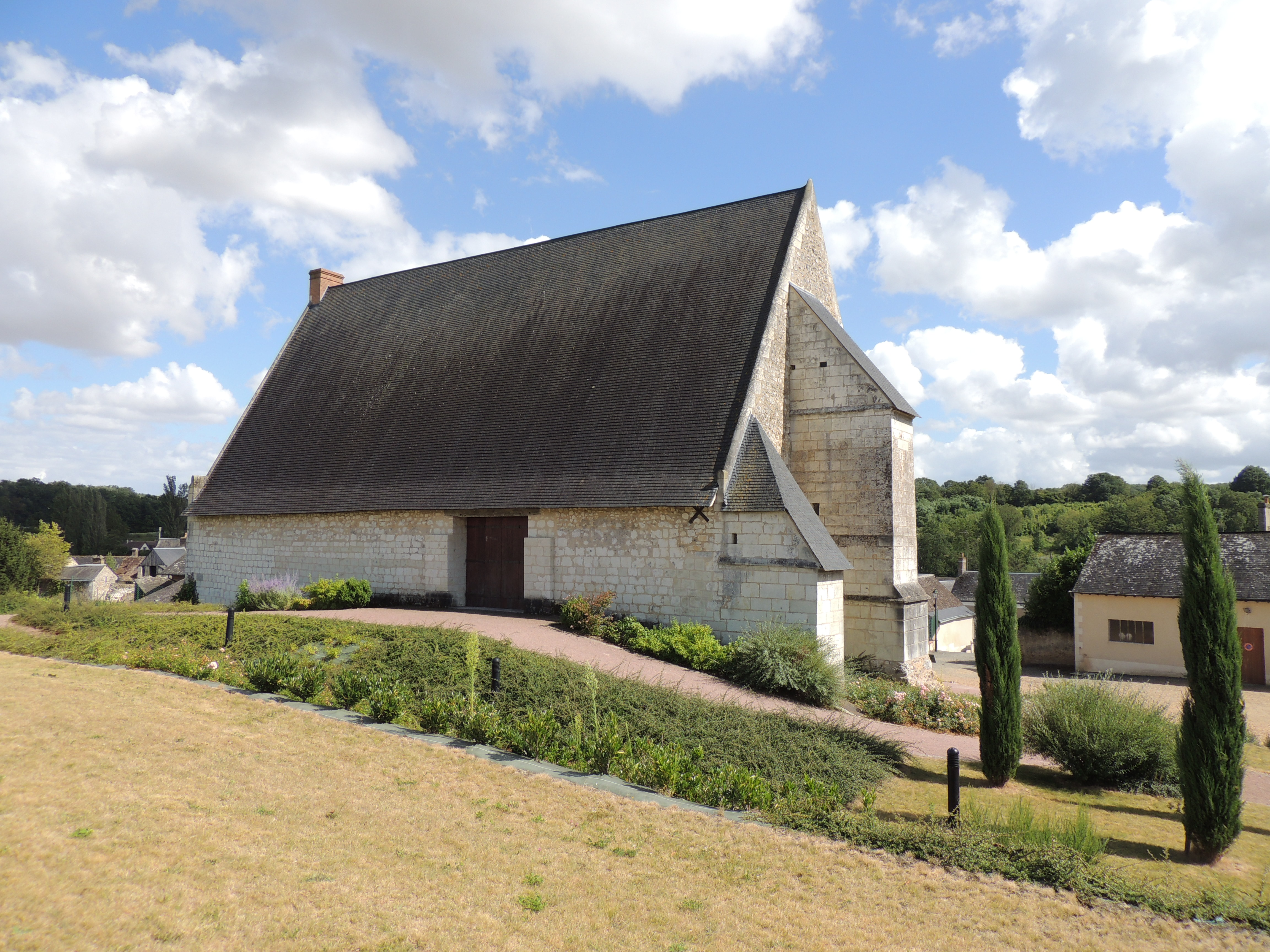
Zehntscheune von La Merrie